# Крушение у Торре-дель-Бьерсо
Крушение у Торре-дель-Бьерсо — железнодорожная катастрофа, произошедшая 3 января 1944 года недалеко от деревни Торре-дель-Бьерсо в провинции Леон (Испания). Три поезда совершили столкновение в тоннеле, в результате чего, по официальным данным, погибло 78 человек. По первым оценкам число погибших достигало 250, однако согласно последним исследованиям, оно не превышало 100 человек.

## Катастрофа
2 января 1944 года в 20:30 почтовый экспресс «Галисия», состоящий из 12 вагонов с двумя паровозами типа 2-4-0 «Mastodon», отправился из Мадрида в Ла-Корунью. По прибытии в Асторгу поезд опаздывал на 2 часа и имел проблемы с тормозами — на их проверку было потрачено лишние 9 минут. Из-за нагрева буксы от поезда был отцеплен один из паровозов. Опоздание увеличилось до трёх часов, и, несмотря на серьёзные проблемы с тормозами на крутом спуске у станции Браньюэлас, было принято решение продолжать движение. Поезд должен был остановиться в Альбаресе, однако сделать это не удалось, несмотря на применение ручных тормозов всех вагонов и песка. Начальник станции Альбарес немедленно позвонил на станцию Торре-дель-Бьерсо и сообщил, что к ней с крутого спуска следует поезд без тормозов. Начальник станции Торре-дель-Бьерсо приказал уложить на пути шпалы, чтобы замедлить неуправляемый поезд, но этих мер оказалось недостаточно, и состав под непрерывный гудок с зажатыми тормозными колодками проследовал в тоннель № 20, расположенный сразу за станцией.
В это время через тоннель в попутном направлении следовал маневровый паровоз с тремя вагонами. Его бригада была предупреждена об аварийном почтовом составе. Последние два вагона за маневровым паровозом всё ещё находились в тоннеле, когда в них врезался почтовый поезд. От удара первые шесть вагонов почтового поезда загорелись, подожжённые газовыми лампами внутреннего освещения.
Не подозревая о первом столкновении, с другой стороны к месту аварии приближался поезд с углём, состоявший из 27 вагонов. В результате аварии были повреждены линии связи, и семафор на выходе из тоннеля № 21 показывал, что путь свободен. Машинист маневрового локомотива, не пострадавший в столкновении, отчаянно пытался предупредить приближающийся угольный поезд. Однако состав удалось только замедлить, но столкновение всё же произошло. В результате погибли машинист маневрового локомотива и четверо железнодорожных служащих, сопровождавших состав с углём.
Пожар продолжался в течение двух дней, не позволяя проводить спасательные работы. Большинство жертв впоследствии не удалось опознать.
Строгая цензура режима генерала Франко обеспечила малую огласку происшествия, официальный отчёт государственной железнодорожной компании RENFE был утерян. Многие люди в почтовом поезде ехали без билета, поэтому истинное количество пассажиров оценить сложно, но выжившие утверждали, что поезд был переполнен, многие направлялись на рождественскую ярмарку в Бембибре. Масштабы катастрофы стали известны много лет спустя, фактическое число погибших остается спорным до сих пор. По наиболее свежим данным число погибших не превысило 100 человек.
Тоннель № 20, в котором произошла авария, был закрыт в 1985 году из-за технических проблем.
Фильм об аварии «Тоннель № 20» (исп. Tunnel number 20) получил в 2002 году премию Гойи как лучший короткометражный документальный фильм.